# 小西隆佐
小西 隆佐（こにし りゅうさ）は、戦国時代から安土桃山時代にかけての堺の豪商。豊臣秀吉の家臣として堺奉行に抜擢された。熱心なキリシタンで、小西行長の父親。

## 生涯

### 名前について
諱は、寿徳（じゅとく）で、隆佐は号であるともいう。隆佐は漢字では「立佐」（「立左」）と書かれることがあるが、自筆文書がもないので「隆佐」か「立佐」かも断定できない。しかし早くにキリシタンとなり、その教名が「ジョウチン」（常珍）であることは確認できる。キリシタン史の専門家であった明治大学教授の松崎實は、隆佐を諱と見立てて「たかすけ」と訓読みする説を唱えていた。

### 略歴
小西弥左衛門（次忠、行正）の子として生まれたと言われる。堺の商人で薬屋（薬種問屋）を生業にしたというのが定説。主に京都に在住し、当地のキリスト教の布教の中心人物となった。
天文20年（1551年）、豪商日比屋了珪の仲介で、イエズス会宣教師フランシスコ・ザビエルの京都滞在中の世話役となったのが初めで、永禄8年（1565年）、ルイス・フロイスを師事して、ガスパル・ヴィレラ神父によって洗礼を受け、キリシタンとなった。霊名はジョウチン。フロイスは彼の名を「ジョーチン・リューサ」と、『日本西教史』の著者ジャン・クラッセは「リューイス」と書いている。
また妻のマグダレナ（マグダレーナ）と長男・如清はこれより前の永禄2年に、ヴィレラが最初に豊後から堺に来た際に洗礼を受けていた。
同年、正親町天皇が京都から宣教師を追放するよう命令し、将軍足利義輝を殺した松永久秀ら三好党がこれに従って追放した時、隆佐はフロイスやヴィレラを三箇城（現大阪府大東市）の三箇頼照の下まで避難させた3人の日本人の1人であった。
永禄11年（1568年）にフロイスが京都に戻り、織田信長と面会するために安土を訪問した際にも同行した。坂本城下にフロイスら宣教師の住居を用意し、和田惟政との折衝にも尽力した。フロイスは隆佐をして「当地方における最も善良な基督教徒」と評価しその貢献を伝えている。
元亀4年（1573年）に将軍足利義昭が信長によって追放された京都の動乱の際には、息子如清と共にフロイスらを警固し、信長に京都の宣教師の庇護を求める使者ともなった。
天正13年（1585年）頃から秀吉に仕え、播州室津や小豆島、河内国・和泉国における豊臣氏の蔵入地の代官に任命された。隆佐の妻の洗礼名はマグダレーナ（マグダレナ）で、日本名はワクサ、またはウサ、ワサなどと伝わるが、彼女も北政所に仕えて、侍女となった。天正15年（1587年）の九州征伐では兵糧の補給役を命じられ、堺の奉行職に任命された。しかし同年に発せられたバテレン追放令を受けて、隆佐は堺の奉行を辞し、マグダレーナも城を去った。
宣教師追放後、隆佐と日比屋了珪は京都と大阪の信者の師父となり、自宅を信者に開放して教会とし、堺にはライ病患者の病院を建てた。秀吉のキリスト教政策はこの後で一時的に軟化し、（フィリピン総督との交渉決裂により）1590年代後半に再び厳しくなるが、それでも小西氏への信頼は揺るがなかった。
天正18年（1590年）11月4日、法眼に任じられ、以後、小西和泉法眼とも名乗った。
文禄元年（1592年）、朝鮮出兵が始まると、隆佐は財務の職を与えられて肥前名護屋城に入るが、まもなく発病。オルガンティノ師を招いて懺悔と聖餐を行った。その後、海路で堺経由で京都に戻り、そのまま死去した。遺言により金2千両を京都の教会に遺贈した。
慶長3年（1598年）の秀吉の死後、マグダレーナは再び北政所に召されて侍女となったが、関ヶ原の戦いの敗報と行長の死を知り、悲痛の余りほどなく亡くなった。

## 関連作品
- 黄金の日日（1978年、NHK大河ドラマ、演：宇野重吉）